# Copernicia gigas
Copernicia gigas là loài thực vật có hoa thuộc họ Arecaceae. Loài này được Ekman ex Burret mô tả khoa học đầu tiên năm 1929.